# 夺权运动

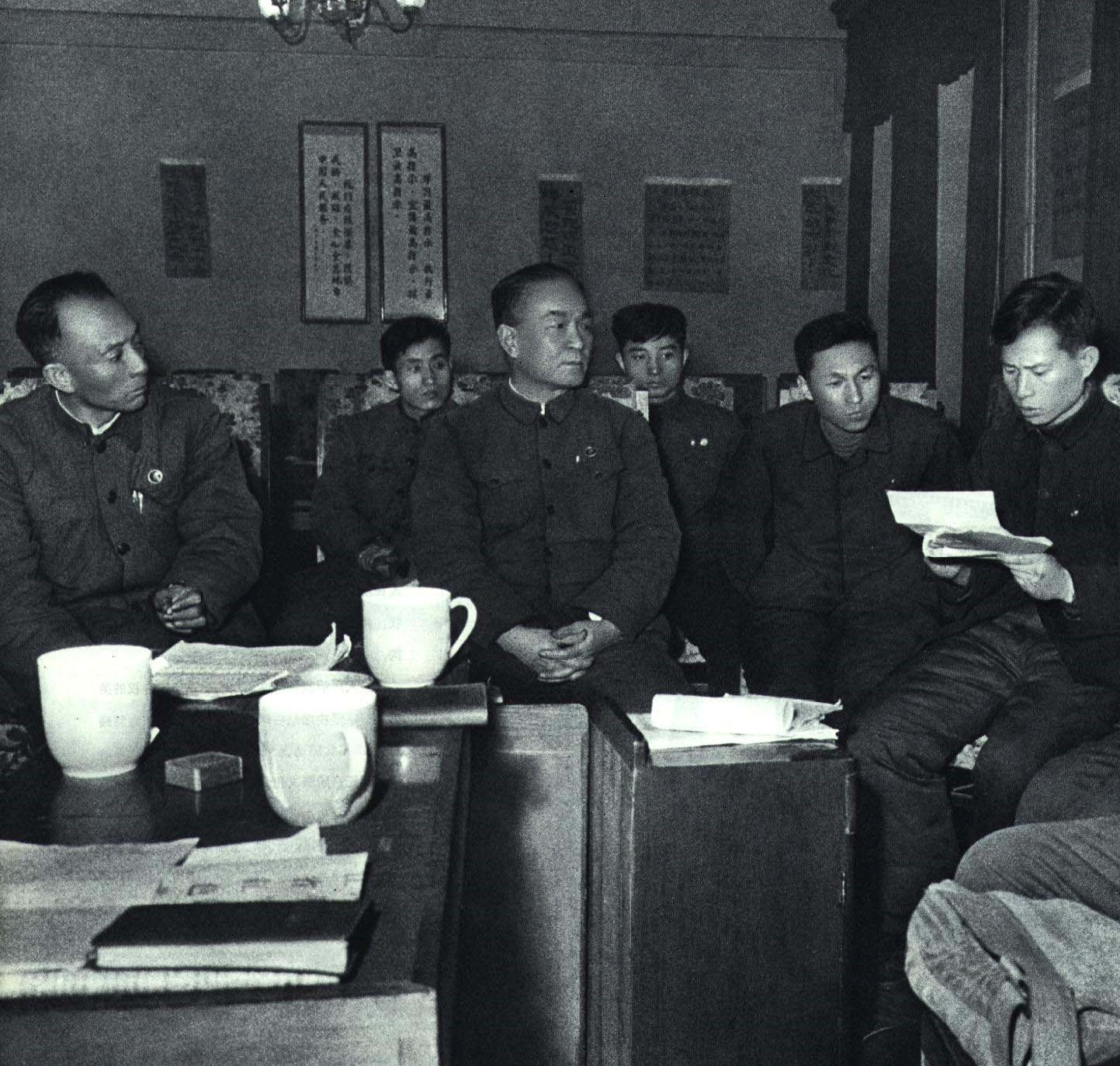
1967年夺权后的黑龙江革命委员会，中间为潘复生

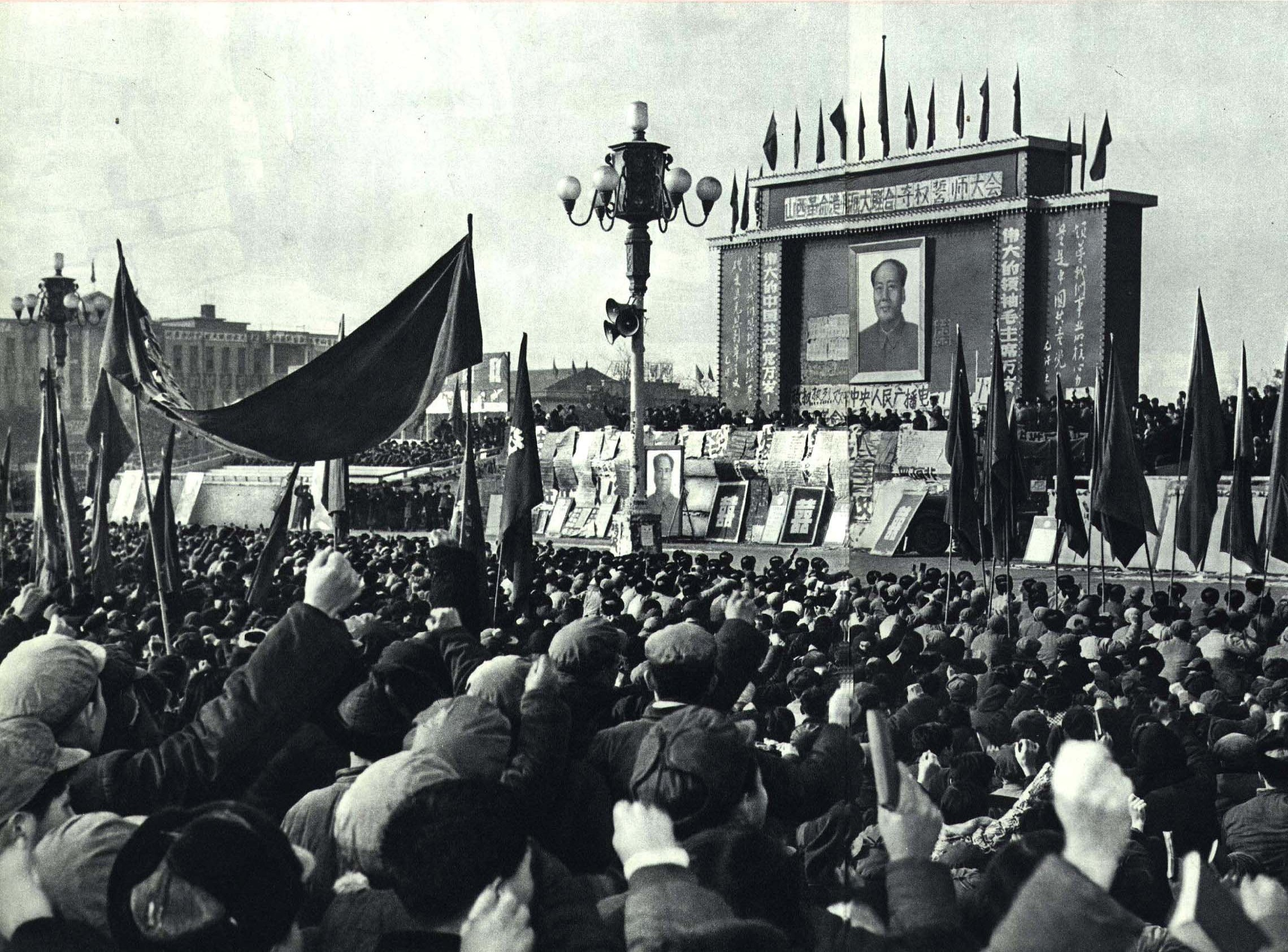
山西革命造反派大联合夺权誓师大会（1967年4月）

夺权运动，是中华人民共和国“文化大革命”期间发生的一系列针对各级党政机关的夺权事件，主要由各地群众造反组织发起。自1967年1月上海“一月风暴”起，夺权运动在全国范围内大规模展开，过程中建立的各级“革命委员会”代替了原先的各级党委及政府，集党、政大权于一身，实行党政合一、高度集中的领导体制。1968年9月，全国29个省、市、自治区都已先后建立了革命委员会，夺权运动基本结束。

## 概述
1967年1月，上海一月风暴爆发后，在中华人民共和国产生了广泛而强烈的影响，引起一系列连锁反应，山西（1月14日）、黑龙江（1月31日）、贵州（1月25日）、山东（2月3日）等省纷纷夺权，并建立了各级“革命委员会”以代替各级党委及政府，集党、政大权于一身。从此，文化大革命进入了全面夺权的新阶段。
在夺权运动中，1967年1月，中共中央、国务院、中央军委、中央文革小组发出《关于人民解放军坚决支持革命左派群众的决定》，军队正式介入地方文革。3月，中央军委发出《关于集中力量执行支左、支军、支农、支工、军管、军训任务的决定》，被俗称为“三支两军”，其中以“支左”为中心，即支持地方的“革命左派”。
夺权引起的震荡、革委会筹备委员会的权力争夺进一步搞乱了全国，造反派内部亦有分裂、大规模“武斗”频发，并迫害了大批干部。同时，林彪集团和中央文革小组支持的造反派在各地乘机膨胀，扶植党羽，攫取了相当部分党政大权。
1968年9月，西藏、新疆两个自治区的革命委员会同时成立，至此全国29个省、市、自治区都已先后建立了革命委员会。二十个月的“夺权斗争”给社会各方面带来严重损失，据官方数据，社会总产值1967年比上年下降9.9%、1968年比上年再降4.7%。